# テリー・ブラッドショー
テリー・パクストン・ブラッドショー（Terry Paxton Bradshaw、1948年9月2日- ）は、アメリカ合衆国ルイジアナ州シュリーブポート出身のアメリカンフットボール選手。1970年から1983年まで14シーズンNFLのピッツバーグ・スティーラーズでプレーした。ポジションはクォーターバック。現役時代スーパーボウルで4回優勝しており、第13回スーパーボウル、第14回スーパーボウルではMVPに選ばれた。スーパーボウルで4勝しているQBは彼とジョー・モンタナ、トム・ブレイディの３人だけである。1989年にプロフットボール殿堂入りを果たした。現役時代は"The Blond Bomber"と呼ばれた。現役引退後NFL解説者として活躍している。

## 経歴

### プロ入りまで
3人兄弟の次男として生まれた。高校時代にはやり投で全米記録となる245フィートを投げた。ルイジアナ工科大学に進学した彼は3年次には全米1位の2,890ヤードを投げて、9勝2敗、アクロン大学とのライスボウルで33-13と勝利した。4年次には全米3位の2,314ヤードを投げてチームは8勝2敗の成績をあげた。前年よりパス獲得ヤードが減ったのは、この年チームがボウルゲームに出場できず、10試合しかプレーできなかったこと、前半で大量リードした試合が多く、後半からはベンチに下げられたことによる。

### ピッツバーグ・スティーラーズ
全米のスカウトの注目を集めていた彼は1970年のNFLドラフトで前年リーグ最低の1勝13敗（シカゴ・ベアーズと同率でコイントスで全体1位指名権を得た）に終わったピッツバーグ・スティーラーズに指名されて入団した。
入団当初はインターセプトが多く、知性が欠如しているとメディアから嘲笑された。しかし徐々に成長していった彼はスティールカーテンと呼ばれた強力なディフェンス、フランコ・ハリスらによるパワーランなどと共にAFC中地区優勝8回、スーパーボウルを4回制覇した。
1972年のプレーオフ、オークランド・レイダース戦で、6-7とリードされた試合終了間際に彼がジョン・フッカに投げたパスはジャック・テイタムのヒットで大きくはじかれ、このボールを空中でキャッチしたフランコ・ハリスがタッチダウン、逆転勝利した（Immaculate Reception。続くAFCチャンピオンシップゲームでレギュラーシーズンを14連勝したマイアミ・ドルフィンズと対戦した。第1Qにボールをファンブル、オフェンスラインマンがこれをエンドゾーンでリカバーして先制TDをあげたが、このプレーで負傷、第4Qまで復帰できず17-21で敗れた。この試合に勝ったドルフィンズは第7回スーパーボウルでも勝利、パーフェクトシーズンを達成した。
1973年のプレーオフ、オークランド・レイダース戦では2TDパスをあげたが、ウィリー・ブラウンに54ヤードのインターセプトリターンTDをあげられるなど、14-33で敗れた。
1974年シーズン、肩を故障していた彼はジョー・ギリアムに先発QBの座を奪われた。しかしチームは低迷し、シーズン途中からチャック・ノールヘッドコーチはブラッドショーを先発に起用、その後1試合はテリー・ハンラッティーに先発の座を譲ったものの、この年彼はパス148回中67回成功、785ヤード、7TD、8INTの成績であった。この年チームはプレーオフでバッファロー・ビルズを32-14、オークランド・レイダースを24-13で破り、チームはスーパーボウルに初出場、第9回スーパーボウルで彼はパス14回中9回成功、96ヤードを獲得、ラリー・ブラウンへのTDパスをあげた。チームはミネソタ・バイキングスを16-6で破った。
1975年シーズン、パス2,055ヤードを投げて18TD、9INT、チームはNFLベストの12勝2敗の成績をあげた。プレーオフではボルチモア・コルツを28-10、オークランド・レイダースを16-10で破り2年連続スーパーボウル出場を果たした。スーパーボウルではパス19回中9回成功、ランディ・グロスマンへの7ヤード、リン・スワンへの64ヤードのTDパスを成功させ、21-17での勝利に貢献した。スワンへのTDパスを投げたプレイで彼はラリー・コールに激しくヒットされ、脳震盪を起こして退場、祝勝会にも出られなかった。
1976年、第5週のクリーブランド・ブラウンズ戦でジョー・ジョーンズにサックされ負傷、チームが1勝4敗と出遅れたところで戦列を離れたが、新人QBのマイク・クルゼックが彼のいない間6連勝、ディフェンスがシーズン後半の9試合中5試合で完封するなど、28失点（1試合あたり3.1点）と踏ん張り、チームは9連勝し10勝4敗でプレーオフに進出したが、オークランド・レイダースとのAFCチャンピオンシップゲームでフランコ・ハリス、ロッキー・ブライアーを欠き7-24で敗れた。
1977年も地区優勝を果たしたが、プレーオフのデンバー・ブロンコス戦でトム・ジャクソンに2インターセプトされ21-34で敗れた。
1978年シーズン、パス368回中207回成功、2,915ヤード、28TD、20INT、QBレイティングはNFL2位の84.8で、シーズンMVPに選ばれた。勝った方が史上初のスーパーボウル優勝3回となる、ロジャー・ストーバックのダラス・カウボーイズとの第13回スーパーボウルでは第1Qにジョン・ストールワースへの28ヤード、第2Qにストールワースへの75ヤード、ロッキー・ブライアーへの7ヤード、第4Qにリン・スワンへの18ヤードのTDパスを決めた。この試合で彼はファンブルで2回、インターセプトで1回ボールを失ったものの、パス30回中17回成功、318ヤード、スーパーボウル記録となる4TDの活躍でスーパーボウルMVPに選ばれた。同一シーズンにシーズンMVP、スーパーボウルMVPに選ばれたのはバート・スター以来史上2人目のことであった。
1979年シーズン、3,724ヤードを投げて26TD、25インターセプトの成績を残した。プレーオフではディフェンスがラリー・ゾンカ、アール・キャンベルを抑え、マイアミ・ドルフィンズを34-14、ヒューストン・オイラーズを27-13で破り第14回スーパーボウル出場を果たした。スーパーボウルでは3インターセプトを喫したものの、第3Qにリン・スワンへの47ヤード、第4Qにジョン・ストールワースへの73ヤードのTDパスを決めるなど、パス21回中14回成功で309ヤード、2TDをあげてMVPに選ばれた。1979年のワールドシリーズチャンピオンとなったピッツバーグ・パイレーツのウィリー・スタージェルと共にスポーツ・イラストレイテッドの選ぶ最優秀スポーツマンに選ばれている。
その後1980年、1981年と2年連続でプレーオフを逃した彼は、ひじの故障のため、コルチゾンの注射が必要なまでになっていた。
ストライキで短縮された1982年シーズン、リーグトップの17TDをあげてプレーオフに出場、サンディエゴ・チャージャーズ戦でパス39回中28回成功、325ヤード、2TD、2INTの成績をあげたが28-31で敗れた。
1983年のNFLドラフトでは、ピッツバーグ大学のダン・マリーノがドラフトでの有力選手であったが、ブラッドショーがまだまだ活躍できると考えたスティーラーズは地元のスター、マリーノの指名をしなかった。しかしこの年オフシーズンにひじの手術を行ったブラッドショーは開幕から14試合に欠場、12月10日にシェイ・スタジアムで行われたニューヨーク・ジェッツ戦（ニューヨーク市内で行われた最後のNFLの試合）でようやく出場、第2Qにカルビン・スウィニーに投げた10ヤードのTDパスが彼の現役最後のパスとなった。試合は34-10でスティーラーズが勝利した。
14シーズンで、パス3,901回中2,025回成功、27,989ヤード、212TDパス、ラン444回で2,257ヤード、32TDの成績を彼は残した。彼の在籍した14シーズンでチームはAFC中地区で8回優勝した。現役引退後も長年多くのチーム記録を保持していたが、2011年12月4日、ベン・ロスリスバーガーがパス成功数2,026本を達成し記録を塗り替えた。プロボウルには3回選ばれている。
スティーラーズはアーニー・スタウトナーの背番号70番以外を公式に永久欠番としていないが、彼の引退後背番号12を着けた選手は出ていない。
1999年にスポーティングニュースが選ぶ100人の偉大なフットボール選手の44位にランクされた。QBレイティング0となった試合がNFL最多の3試合存在する。

### 引退後
現役引退後、1984年にCBSスポーツのアナリストとなった。1990年から1993年まではThe NFL Todayのスタジオアナリストを務めた。
スティーラーズの創設者、アート・ルーニーと不仲になっていた彼は1988年、ルーニーオーナーが亡くなったときも葬儀には出席しなかった。1989年にプロフットボール殿堂入りを果たした。
1994年にFOXスポーツの解説者となった。1997年には元チームメートのマイク・ウェブスターが殿堂入りする際のプレゼンターとなった。FOXのNASCAR番組の放送にも出演しており、2001年2月17日、デイトナ500の前日、デイル・アーンハートに同乗しデイトナ・インターナショナル・スピードウェイでスピードを体感した。その翌日のレースでブラッドショーは名誉スターターを務めた。なおアーンハートはこのレースでクラッシュし、事故死した。
2002年10月、ハインツ・フィールドで行われたスティーラーズとインディアナポリス・コルツの試合を訪れた。彼がスティーラーズの本拠地に姿を現すのは現役引退以来19年ぶりのことであり、ビル・カウワーヘッドコーチ、元チームメートのリン・スワン、先発QBのトミー・マドックスと試合前にハグを行った。そしてコイントスにコルツQBペイトン・マニングの父親、アーチー・マニングと共に参加した。ハーフタイムにはセレモニーが行われ、1972年プレーオフでのイマーキュレート・レセプションの映像が流される中、ダン・ルーニーオーナー（アート・ルーニーの息子）とアート・ルーニー2世副社長よりAJR（初代オーナー、Arthur J. Rooneyの頭文字）の入った背番号12のジャージが渡された。観衆はテリブルタオルを振り続けた。
2005年11月、同年8月のハリケーン・カトリーナによる被害で本拠地ルイジアナ・スーパードームが使えなくなり、トム・ベンソンオーナーがテキサス州サンアントニオへの移転を考えていると報じられた、ニューオーリンズ・セインツを買収しようとするグループの一員に加わったことを発表した。この年セインツはサンアントニオのアラモドームやバトンルージュにあるルイジアナ州立大学の本拠地タイガー・スタジアムでプレーした。この移転計画は、NFLが1995年以来チームを無くしているロサンゼルスへの進出を考えていることもあり防がれた。
2006年、スティーラーズが進出した第40回スーパーボウルにジョー・モンタナらと過去のMVP受賞者として招待されたが、家族との時間を大切にしたいこと、FOXの解説者を務めている身で、ABCが放映権を持つスーパーボウルのイベントには出演しないことにしたとスーパーボウル翌日のザ・トゥナイト・ショーで語った。同年4月、自身のもらった4つのスーパーボウルリング、カレッジフットボール殿堂のリング、プロフットボール殿堂のリングを母校ルイジアナ工科大学に寄贈した。
2007年11月5日、元チームメートのフランコ・ハリスやミーン・ジョー・グリーンらと共にスティーラーズ75周年記念チームに選ばれたことがマンデーナイトフットボールの放送で発表された。
2011年4月、脳震盪の後遺症で記憶障害が起きることがあると告白した。
2012年10月11日、ベン・ロスリスバーガーが通算パス獲得ヤードで、ブラッドショーが保持していたスティーラーズ記録を更新した。

## 俳優活動
1978年に映画『HOOPER』でバート・レイノルズ、ジャン＝マイケル・ヴィンセント、サリー・フィールドと共演した。1981年には『キャノンボール』に出演した。1980年にはトランザム7000VS激突パトカー軍団にカメオ出演している。1994年には、「The Adventures of Brisco County, Jr.」にケン・ノートン・ジュニア、カール・バンクス、ジム・ハーボーとゲスト出演した。
2006年、映画『恋するレシピ 〜理想のオトコの作り方〜』に出演した。2001年10月11日、NFL選手として初めてハリウッド・ウォーク・オブ・フェームに足跡を残した。またHEY!レイモンド、Married... with Children、ザ・リーグなどで彼自身としてカメオ出演している。
また2004年のラジオシャックなど多くのCMにも出演している。

## 人物
3回結婚し、3回離婚している。2人目の妻はフィギュアスケートオリンピック選手（ケニス・シェリーとのペアで札幌オリンピック4位）のジョジョ・スターバックで、彼女とは1975年に結婚したが、1983年に離婚している。3人目の妻との間に子供が2人いる。
彼の現役時代は、NFL選手は十分な収入を得られず、オフシーズンには別の仕事をして収入を得ていたが、彼は中古車販売を行っていた。
現在のNFLのようにパス全盛時代でなかった現役当時、彼は7試合においてパスで300ヤード以上を獲得した。そのうちの3試合はプレーオフで達成している。
カントリーミュージック、ゴスペルミュージックのアルバムを出している。1976年にはハンク・ウィリアムズのI'm So Lonesome I Could Cryを歌い、Billboard Hot 100の91位に入っている。
弟のクレイグ・ブラッドショーもNFLのQBで、スティーラーズと同地区のライバル、ヒューストン・オイラーズで1980年に2試合に出場している。